# Gazeta Învățătorilor
Gazeta Învățătorilor a fost un ziar didactic și politic al învățătorilor români din Ungaria, apărută la Șimleu Silvaniei pe 1 octombrie 1912, sub conducerea lui Daniil Graur.
În ziua de 26 iulie 1912 la școala română din Șimleu Silvaniei era ales comitetul de redacție: Președinte Daniil Graur, Secretar de redacție Simion Oros, redactor-șef și girant Ioan P. Lazăr, iar restul: membri în Comitet. Tot în această ședință se redactează și semnează următorul act:
| “ | «ÎNVOIALĂ SOLIDARĂ, Subscrișii am hotărît înființarea unui ziar menit a apăra interesele învățătorilor români din țară, fără deosebire de confesiune. Ziarul va avea conținut didactic-politic, apărând în Șimleu în fiecare Joi, adecă odată pe săptămână. Ca pornirea ziarului să fie asigurată, subscrișii luăm garantă irevocabilă și obligatorie pentru suma de 3600 cor., adică fiecare fundator ia asupra sa responzabilitatea pentru o parte, în suma de 600 cor., decizând totodată, că după această sumă nu poftim nici un interes și la caz de lipsă o jertfim spre scopul amintit. Pentru asigurarea părții de fondator, subscriem un cambiu în suma totală de 3600 cor., de regularea căruia ne vom îngriji noi, solidar și luăm toată responzabilitatea față de acel institut financiar, care ne va deschide un credit de cont-curent până la această sumă. Sumele trebuincioase se vor solvi la mandatul nostru și tot prin cont se va manipula și sumele de abonament ce le va depune secretarul de redacție cel mult la 3 zile după sosire. Șimleu, 26 iulie 1912. Fundatori: Daniil Graur-senior [din Giurtelecu Șimleului], Simion Oros [din Șimleu Silvaniei], Emil Pocola [din Bocșa], Alexandru Mânu [din Șoimuș], Victor Filip [din Unimăt], Dumitru Oros [din Marin]». | ” |

Fondatorii impreuna isi asemneaza salariile lor pe un an de zile, infiinteaza in Simleu "Gazeta invatatorilor", un organ de publicitate al tuturor invatatorilor romani din intreg Ardealul.
A fost un sãptãmânal, în 4 p., format 290x420, redactor-responsabil Ioan P. Lazăr, secretar de redacție, Simion Oros. Gazeta s-a tipãrit la tipografia “Victoria“ din Șimleu Silvaniei. Din 10 noiembrie 1912, proprietar și editor al gazetei este tipografia “Victoria“ din Șimleu Silvaniei. Începând din 7 septembrie 1913, se suprimã din subtitlu cuvintele “didactic – politic”; din 13 februarie/2 martie 1914 în locul lui Simion Oros, secretar de redacție devine Mihail Hurducaciu. Revista își sisteazã apariția în 1914. Reapare la 3 februarie 1928, ca “foaie didacticã independentã”, tot la Șimleu Silvaniei, la tipografia
“Mãgureanu“, având redactor – responsabil pe Simion Oros. Apare sãptãmânal sub îngrijirea unui comitet. Foaia apare doar pânã la 1 august 1928. La 1 martie 1931, gazeta reapare pânã la 15 aprilie 1931, având subtitlul “organ didactic al învãțãtorilor din județul Sălaj”. A apãrut bilunar sub îngrijirea unui comitet, iar redactor-responsabil era tot Simion Oros.